# Pirata abalosi
Pirata abalosi är en spindelart som först beskrevs av Cândido Firmino de Mello-Leitão 1942. 
Pirata abalosi ingår i släktet Pirata och familjen vargspindlar. Inga underarter finns listade i Catalogue of Life.